# Grote Prijs Martini
De Grote Prijs Martini was een wielerwedstrijd die werd gehouden in Zwitserland. De wedstrijd werd verreden als tijdrit in en rond Genève, en had een lengte van 80 kilometer. De eerste editie in 1954 werd gewonnen door de Zwitser Hugo Koblet. De vijf edities die volgden werden gewonnen door de Fransman Jacques Anquetil.